# Трансгенная соя
Трансге́нная со́я — соя, полученная с применением генной инженерии (см. генетически модифицированный организм).
На рынке наиболее широко представлены сорта трансгенной сои, устойчивые к гербициду Раунда́п, которые продаются под торговой маркой «Раунда́п Рэ́ди» (Roundup Ready, или сокращённо RR, что означает «Готовая к раундапу»). Однако существуют и одобрены в некоторых странах также сорта устойчивые к другим гербицидам (например к глюфозинату и дикамбе), содержащие Bt-токсины. В ряде сортов внедрены более одного гена, например устойчивость к двум гербицидам и три разновидности Bt-токсина.
ГМ-соя входит в состав всё большего числа продуктов.
В российских источниках для обозначения трансгенной сои используются сокращения ГМ-соя (генетически модифицированная), ГУ-соя (гербицид-устойчивая) и RR-соя.

## Виды генетических модификаций

### Устойчивость к глифосату
В своей рекламе компании-производители ГМ-сои утверждают, что устойчивость к раундапу повышает урожайность и снижает себестоимость — на самом деле, устойчивость к глифосатсодержащим гербицидам позволяет поддерживать поля чистыми от сорной растительности. Преимуществом раундапа, в отличие от других гербицидов, является высокая эффективность при уничтожении широкого спектра сорняков. В то же время сам признак урожайности представляет собой результат совместного взаимодействия целого комплекса неаллельных генов и поэтому не может быть передан растительному организму (сое) методами генной инженерии.
В трансгенную сою внедрен ген фермента из агробактерий, обладающего устойчивостью к гербициду глифосату, который убивает большинство растений, а также является «возможным канцерогеном для человека» (категория опасности «2А»). Кроме того, есть наблюдения, что глифосат также вызывает рак у лабораторных крыс и мышей
Компания Монса́нто — мировой лидер поставок ГМ-сои. В 1996 году Монсанто выпустила на рынок генетически изменённую сою с новым признаком Roundup Ready (GTS 40-3-2). «Раунда́п» — это торговая марка гербицида под названием глифосат, который был изобретён и выпущен на рынок Монсанто в 70-х годах. Roundup Ready-растения содержат полную копию гена энолпирувилшикиматфосфат-синтетазы (EPSP synthase) из почвенной бактерии Agrobacterium sp. strain CP4, перенесённую в геном сои при помощи генной пушки (Gene gun), что делает их устойчивыми к гербициду глифосату, применяемому во всём мире для борьбы с сорными растениями.
На 2007 г RR-соя выращивалась на 92 % всех посевных площадей США, засеянных этой культурой. Привлекательность RR-сои для фермеров состоит в первую очередь в том, что её легче и дешевле выращивать, так как можно намного эффективнее бороться с сорняками. Ген устойчивости к гербициду позволяет обрабатывать растения после прорастания вплоть до стадии цветения. Это позволяет фермерам сократить общее количество обработок различными гербицидами и таким образом существенно экономить время и деньги. Это привело к быстрому распространению трансгенной сои во всём мире. Технология «Раундап Рэди» защищена в Северной Америке рядом патентов, так что при покупке трансгенной сои американские и канадские фермеры подписывают контракт, запрещающий им оставлять себе семена или продавать их другим фермерам для выращивания в следующем году. В Аргентине и Бразилии, других основных мировых поставщиках сои, защита интеллектуальной собственности не так развита, что привело к ситуации массового пиратства технологии «Раундап Рэди».

## Использование
ГМ-соя разрешена к импорту и использованию для пищи в большинстве стран мира, в то время как посев и выращивание ГМ-сои разрешены далеко не везде. В России возделывание ГМ-сои, как и других ГМ-растений, было запрещено до 23 сентября 2013 года. Именно тогда вышло Постановление Правительства Российской Федерации от 23 сентября 2013 года № 839, разрешающее выращивать ГМ-растения. А первый урожай планируется собрать в 2016—2017 годах. Трансгенная соя — первый продукт из генетически модифицированных источников который получил «права гражданства» в России. В 1999 году трансгенной сое выдано регистрационное удостоверение «номер один», подписанное главным государственным санитарным врачом РФ Геннадием Онищенко.
С 2002 года на территории России информация об использовании ГМ-сои в составе продуктов питания обязательно должна присутствовать на этикетке товара, если её содержание превышает 5 %.
В 2016 году президент Владимир Путин подписал закон, который вводит запрет на выращивание и разведение в России генно-инженерно-модифицированных растений и животных.

## Безопасность
Проблема безопасности трансгенной сои является частью обширной дискуссии о безопасности генно-инженерных организмов в целом. Это приводит к тому, что стоимость разработки и вывода на рынок нового трансгенного растения чрезвычайно высока (от 50 до 200 млн долларов). Им уделяется намного больше времени учёных, чем сортам, полученным методами обычной селекции, что и отражено в их лучшей частичной изученности, однако, например, морфогенез обоих остаётся загадкой природы. Тем не менее, основной аргумент противников ГМ-организмов заключается в том, что прошло ещё недостаточно времени для того, чтобы можно было сделать окончательные выводы о их безопасности, и не исключено, что негативные последствия скажутся на будущих поколениях. Сторонники ГМО контраргументируют тем, что то же самое можно сказать и про «традиционные сорта», выведенные селекцией под действием мутагенов, так как их безопасность проверяется гораздо хуже, чем для ГМО продуктов (см. отдельную статью).
В результате применения гербицида Roundup в трансгенной сое содержатся высокие остаточные количества глифосата и его метаболита(3.3 и 5.7 mg/кг соответственно), его основного компонента. При условии соблюдения рекомендуемого режима обработки трансгенной сои гербицидом содержание глифосата в конечном продукте не должно превышать 20 частей на миллион, или 0,002 %.